# X-Rated Critics Organization
The X-Rated Critics Organization (XRCO) — группа сценаристов и редакторов американской индустрии развлечений для взрослых, ежегодно вручающих награды в знак признания достижений в отрасли. После разногласий и критики из-за победы фильма Virginia в номинации «лучшая эротическая сцена» в 1984 году на церемонии награждения Adult Film Association of America, были основаны XRCO и Heart-On Awards.

## История
Организация была основана в 1984 году, в её состав вошли сценаристы из Лос-Анджелеса, Нью-Йорка и Филадельфии. Отцом-основателем считается Джим Холлидей, продюсер и историограф, лауреат AVN Awards. После смерти Холлидея должность историографа XRCO до 2006 года был временно занял один из основателей XRCO Билл Маргольд. Также одним из основателей является Джеймс Авалон, бывший редактор специальных изданий Adam Film World.
Первоначальный председатель XRCO, Джаред Раттер, ушёл в отставку в 2004 году и теперь известен как «почетный председатель». Нынешними сопредседателями являются «Грязный Боб» Кротц и Дик Фримен.

## Члены и руководство
В 2005 году в состав XRCO вошли первые европейские члены. В настоящее время в состав организации входят авторы обширного круга изданий для взрослых и интернет-сайтов. Многие члены занимаются профессиональной деятельностью по этой специальности; некоторые имеют высшее образование с акцентом на кинокритику. Члены XRCO остаются активными членами после ежегодной оценки, которая должна определить, являются ли они по-прежнему активными во взрослом бизнесе, сохранили ли квалификацию и по-прежнему участвуют в процессах назначения и голосования XRCO Award. Любое лицо, не принимающее участия, заносится в «неактивный» список на один год и, если выясняется, что оно по-прежнему отсутствует и не участвует после истечения этого времени, исключается. За членство в XRCO членский взнос не взимается.
В настоящее время существует 27 наградных категорий, в том числе Зал славы XRCO, в которых отмечаются достижения исполнителей, режиссёров и фильмов.

## Церемония вручения наград
Первая церемония вручения XRCO Award состоялась в Голливуде 14 февраля 1985 года. До 1991 года награда вручалась ежегодно в День Святого Валентина.
Программа премии также включает церемонию награждения и посвящения в Зал славы.